# Porte d'Enfer
Porte d'Enfer (tj. Pekelná brána) též Porte Gibard nebo Porte Saint-Michel je bývalá městská brána v Paříži. Byla postavena na počátku 13. století v městských hradbách Filipa II. Augusta a zbořena v 17. století.

## Umístění
Nacházela se na jižním konci Rue de la Harpe na rohu bulváru Saint-Michel a Rue Monsieur-le-Prince, na dnešním Place Edmond-Rostand.

## Původ jména
Název brány má stejnou etymologii jako sousedící Rue d'Enfer.

## Historie
Brána byla postavena kolem roku 1200 jako součást městských hradeb, které nechal kolem Paříže vybudovat král Filip August.
Do 14. století se nazývala Porte Gibart, což se změnilo časem na Porte Gilbert a Porte Gibert. V roce 1246 je označena jako Hostium ferti, v roce 1271 Hostium ferri, v roce 1311 Porta inferni a v roce 1379 Porta ferri, z čehož vzniklo Porte d'Enfer. Historik a kartograf Jean-Baptiste-Michel Renou de Chauvigné se domníval, že by se však měla nazývat Porte de fer (Železná brána).
Brána byla zbořena v roce 1684. Na jejím místě vzniklo náměstí Place Saint-Michel, které zmizelo v 60. letech 19. století, kdy byl vybudován Boulevard Saint-Michel a Place Edmond-Rostand.